# Ешвілл (Пенсільванія)
Ешвілл (англ. Ashville) — місто (англ. borough) в США, в окрузі Кембрія штату Пенсільванія. Населення — 213 особи (2020).

## Географія
Ешвілл розташований за координатами 40°33′36″ пн. ш. 78°32′50″ зх. д. / 40.56000° пн. ш. 78.54722° зх. д. (40.559991, -78.547265).  За даними Бюро перепису населення США в 2010 році місто мало площу 0,46 км², уся площа — суходіл.

## Демографія
Згідно з переписом 2010 року, у селищі мешкало 227 осіб у 102 домогосподарствах у складі 62 родин. Густота населення становила 490 осіб/км².  Було 111 помешкання (240/км²).
Расовий склад населення:
| - 97,4 % — білих - 0,9 % — чорних або афроамериканців - 0,4 % — вихідців з тихоокеанських островів |

До двох чи більше рас належало 0,4 %. Частка іспаномовних становила 0,9 % від усіх жителів.
За віковим діапазоном населення розподілялося таким чином: 24,2 % — особи молодші 18 років, 52,5 % — особи у віці 18—64 років, 23,3 % — особи у віці 65 років та старші. Медіана віку мешканця становила 40,3 року. На 100 осіб жіночої статі у селищі припадало 102,7 чоловіків;  на 100 жінок у віці від 18 років та старших — 95,5 чоловіків також старших 18 років.
Середній дохід на одне домашнє господарство  становив 52 177 доларів США (медіана — 37 500), а середній дохід на одну сім'ю — 61 585 доларів (медіана — 47 500). Медіана доходів становила 36 875 доларів для чоловіків та 31 875 доларів для жінок. За межею бідності перебувало 17,1 % осіб, у тому числі 32,1 % дітей у віці до 18 років та 4,9 % осіб у віці 65 років та старших.
Цивільне працевлаштоване населення становило 81 особа. Основні галузі зайнятості: освіта, охорона здоров'я та соціальна допомога — 38,3 %, будівництво — 14,8 %, роздрібна торгівля — 11,1 %, публічна адміністрація — 9,9 %.